# Daniela Buruiană-Aprodu
Daniela Buruiană-Aprodu (19 de julio de 1953, Brăila) es una política de Rumania. Forma parte del Partido de la Gran Rumanía. Es europarlamentaria desde enero de 2007, cuando Rumanía entró a formar parte de la Unión Europea. En el Europarlamento estuvo adscrita al eurogrupo Identidad, Tradición, Soberanía hasta su disolución. Ha formado parte de la Cámara de Diputados de su país entre 1990 y 1992, y entre 1996 y 2008.